# 爱尔兰众议院
爱尔兰众议院（愛爾蘭語發音：[d̪ˠaːlʲ ˈeːrʲən̪ˠ]）是爱尔兰国会的下议院。每五年至少直选一次，选举基于比例代表制，以单一可转移票制为手段。在爱尔兰宪法框架内，它有权通过任何法律，并提名及罢免总理。自1922年开始议院会议在都柏林伦斯特大楼召开。

## 成員
爱尔兰众议院由160名議員組成，從39個選區透過可轉移單票制比例代表制選舉產生，任期不超過五年。愛爾蘭憲法規定最少每20,000人，最多每30,000人選出一名議員。每個選區選出三到五名議員，依憲法規定每個選區至少選出三個議員。
如總統依總理的請求解散眾議院，選舉必須在三十天內舉行。

## 权力
眾議院是愛爾蘭國會組成的三個部分之一，另外兩個是愛爾蘭總統和參議院，但憲法賦予眾議院的權力使其佔有主導地位。眾議院批准總理及內閣提名，還可以通過對政府不信任動議，假如議會表決通過不信任動議，總理必須辭職或解散議會。眾議院也可以提出憲法修正案。
眾議院通過的法案大多成為法律。總統在與國務委員會諮商後，可將法案提交給愛爾蘭最高法院以檢視其是否合憲。如果法院認為該法案不符合憲法，總統不得簽署該法案。